# رشيد الصباغ
رشيد الصباغ هو قاض تونسي و هو وزير الدفاع التونسي 24 في حكومة علي العريض منذ سنة 2013.

## السيرة الذاتية

### الدراسة
بدأ رشيد الصباغ دراسته في صغره بالمدارس الفرنسية ثم واصل دراسته في جامعة الزيتونة. حصل بعد ذلك على إجازة و شهادة في الدراسات المعمقة في الحقوق. مختص في الفقه الإسلامي، ثم أصبح قاضيا في عمر 23 سنة.

### خبرته في القضاء
تحت رئاسة الحبيب بورقيبة، شغل رشيد الصباغ عضو ثم رئيس المجلس الإسلامي الأعلى منذ سنة 1989. بالإضافة منذ سنة 1971 حتى 1980 شغل رئيس هيئة مختصة في وزارة العدل التونسية مع وزيري العدل محمد بللونة وصلاح الدين بالي، و شغل لمدة قصيرة منصب رئيس محكمة النقض بتونس.

### عمله منذ الثورة التونسية في 2011
بعد الثورة التونسية، و في سنة 2011، دخل رشيد الصباغ حكومة الباجي قايد السبسي في منصب رئيس المجلس الإسلامي الأعلى.
في سنة 2013، أصبح رشيد الصباغ وزير الدفاع التونسي 24 في حكومة علي العريض، و جاء هذا التعيين ضمن مشروع وضع وزراء تكنوقراط (كفائات) من طرف حمادي الجبالي في حكومته.

## مقالات ذات صلة
- حكومة علي العريض
- حكومة حمادي الجبالي